# Артам, Джан
Кан Артам (родился 30 июня 1981 года в Стамбуле) турецкий автогонщик из автогоночной семьи. Он принял участие в сезоне 2005 GP2 за команду iSport, также был чемпионом US Barber Formula Dodge в 2001 году.

## Карьера
Карьера Артама началась с картинга в 1999, после него он перешёл в Turkish Touring Car Championship в 2001. Позднее он также принял участие в US Barber Formula Dodge, где он выиграл титул.
Он продолжил участие в TTCC в 2002, и также принял участие в North American Fran Am 2000 Pro Championship и некоторых гонках Турецкой Формулы-3, а ещё он принял участие в некоторых картинговых соревнованиях. Формула-Рено была единственной серией в которой он выступал в 2003, а в следующем году он выступил в национальном классе Британской Формулы-3 и Еврокубке Формулы-Рено V6.
29 мая 2004 Кан Артам начал своё выступление в серии Формула-3000 в Имола и стал первым Турецким гонщиком в этой категории, часть сезона он провёл за команду Coloni, а позднее несколько гонок за Super Nova. В 2005 он принял участие в серии GP2, которая заменила Ф3000 за команду iSport International, где его напарником был Скотт Спид, ему особо не везло и он смог заработать лишь два очка на этапе в Монако. После этого он не гонялся ни в одном престижном чемпионате.

## Гоночная карьера

### Результаты выступлений в Формуле-3000
| Легенда к таблице |                                                                    |
| --- | ------------------------------------------------------------------ |
| В таблице перечислены результаты всех гонок, в которых принимал участие гонщик. Строками таблицы являются сезоны, столбцами — этапы соревнований. В каждой клетке указаны сокращённое название этапа и результат, дополнительно обозначенный цветом. Расшифровка обозначений и цветов представлена в нижеследующей таблице. |                                                                    |
| \| Пример \| Описание \| \| ------------ \| ------------------------------------------------------------------ \| \| 1 \| Победитель \| \| 2 \| Второе место \| \| 3 \| Третье место \| \| 5 \| Финишировал, заработав очки \| \| Сход \| Не финишировал, но при этом заработал очки \| \| 12 \| Финишировал, не получив очков \| \| НКЛ \| Финишировал, но не попал в финальную классификацию \| \| 15 \| Участвовал вне зачёта, либо по отдельной классификации \| \| 18 \| Не финишировал, но попал в финальную классификацию \| \| Сход \| Не финишировал \| \| НКВ \| Не прошёл квалификацию \| \| НПКВ \| Не прошёл предквалификацию \| \| ДСК \| Дисквалифицирован \| \| ИСК \| Исключён из протокола соревнований \| \| ТТ \| Заявлен для участия только в тренировках \| \| НС \| Участвовал в квалификации, но не стартовал в гонке \| \| Т \| Травмирован или болен \| \| ОТК \| Отказ от участия \| \| НТР \| Прибыл на соревнования, но на трассу не выезжал \| \| НПР \| Был заявлен в числе участников, но не прибыл к началу соревнований \| \| О \| Соревнования отменены \| \| \| Не участвовал \| \| Поул-позиция \| \| \| Быстрый круг \| \| |                                                                    |
| Пример | Описание                                                           |
| 1 | Победитель                                                         |
| 2 | Второе место                                                       |
| 3 | Третье место                                                       |
| 5 | Финишировал, заработав очки                                        |
| Сход | Не финишировал, но при этом заработал очки                         |
| 12 | Финишировал, не получив очков                                      |
| НКЛ | Финишировал, но не попал в финальную классификацию                 |
| 15 | Участвовал вне зачёта, либо по отдельной классификации             |
| 18 | Не финишировал, но попал в финальную классификацию                 |
| Сход | Не финишировал                                                     |
| НКВ | Не прошёл квалификацию                                             |
| НПКВ | Не прошёл предквалификацию                                         |
| ДСК | Дисквалифицирован                                                  |
| ИСК | Исключён из протокола соревнований                                 |
| ТТ | Заявлен для участия только в тренировках                           |
| НС | Участвовал в квалификации, но не стартовал в гонке                 |
| Т | Травмирован или болен                                              |
| ОТК | Отказ от участия                                                   |
| НТР | Прибыл на соревнования, но на трассу не выезжал                    |
| НПР | Был заявлен в числе участников, но не прибыл к началу соревнований |
| О | Соревнования отменены                                              |
| | Не участвовал                                                      |
| Поул-позиция |                                                                    |
| Быстрый круг |                                                                    |

| Год  | Команда           | Шасси       | Двигатель     | Шины | 1        | 2      | 3        | 4      | 5        | 6   | 7      | 8      | 9      | 10    | Место | Очки |
| ---- | ----------------- | ----------- | ------------- | ---- | -------- | ------ | -------- | ------ | -------- | --- | ------ | ------ | ------ | ----- | ----- | ---- |
| 2004 | Coloni Motorsport | Lola B02/50 | Zytek-Judd KV | A    | ИМО Сход | КАТ 10 | МОН Сход | НЮР 13 | МАН Сход | СИЛ | ХОК 10 |        |        |       | НКЛ   | 0    |
| 2004 | Super Nova Racing | Lola B02/50 | Zytek-Judd KV | A    |          |        |          |        |          |     |        | ХУН 14 | СПА 13 | МНЦ 9 | НКЛ   | 0    |

### Результаты выступлений в GP2
| Легенда к таблице |                                                                    |
| --- | ------------------------------------------------------------------ |
| В таблице перечислены результаты всех гонок, в которых принимал участие гонщик. Строками таблицы являются сезоны, столбцами — этапы соревнований. В каждой клетке указаны сокращённое название этапа и результат, дополнительно обозначенный цветом. Расшифровка обозначений и цветов представлена в нижеследующей таблице. |                                                                    |
| \| Пример \| Описание \| \| ------------ \| ------------------------------------------------------------------ \| \| 1 \| Победитель \| \| 2 \| Второе место \| \| 3 \| Третье место \| \| 5 \| Финишировал, заработав очки \| \| Сход \| Не финишировал, но при этом заработал очки \| \| 12 \| Финишировал, не получив очков \| \| НКЛ \| Финишировал, но не попал в финальную классификацию \| \| 15 \| Участвовал вне зачёта, либо по отдельной классификации \| \| 18 \| Не финишировал, но попал в финальную классификацию \| \| Сход \| Не финишировал \| \| НКВ \| Не прошёл квалификацию \| \| НПКВ \| Не прошёл предквалификацию \| \| ДСК \| Дисквалифицирован \| \| ИСК \| Исключён из протокола соревнований \| \| ТТ \| Заявлен для участия только в тренировках \| \| НС \| Участвовал в квалификации, но не стартовал в гонке \| \| Т \| Травмирован или болен \| \| ОТК \| Отказ от участия \| \| НТР \| Прибыл на соревнования, но на трассу не выезжал \| \| НПР \| Был заявлен в числе участников, но не прибыл к началу соревнований \| \| О \| Соревнования отменены \| \| \| Не участвовал \| \| Поул-позиция \| \| \| Быстрый круг \| \| |                                                                    |
| Пример | Описание                                                           |
| 1 | Победитель                                                         |
| 2 | Второе место                                                       |
| 3 | Третье место                                                       |
| 5 | Финишировал, заработав очки                                        |
| Сход | Не финишировал, но при этом заработал очки                         |
| 12 | Финишировал, не получив очков                                      |
| НКЛ | Финишировал, но не попал в финальную классификацию                 |
| 15 | Участвовал вне зачёта, либо по отдельной классификации             |
| 18 | Не финишировал, но попал в финальную классификацию                 |
| Сход | Не финишировал                                                     |
| НКВ | Не прошёл квалификацию                                             |
| НПКВ | Не прошёл предквалификацию                                         |
| ДСК | Дисквалифицирован                                                  |
| ИСК | Исключён из протокола соревнований                                 |
| ТТ | Заявлен для участия только в тренировках                           |
| НС | Участвовал в квалификации, но не стартовал в гонке                 |
| Т | Травмирован или болен                                              |
| ОТК | Отказ от участия                                                   |
| НТР | Прибыл на соревнования, но на трассу не выезжал                    |
| НПР | Был заявлен в числе участников, но не прибыл к началу соревнований |
| О | Соревнования отменены                                              |
| | Не участвовал                                                      |
| Поул-позиция |                                                                    |
| Быстрый круг |                                                                    |

| Год  | Команда              | 1        | 2          | 3          | 4          | 5       | 6        | 7          | 8        | 9        | 10       | 11       | 12         | 13       | 14       | 15       | 16       | 17       | 18      | 19      | 20         | 21       | 22       | 23       | ЛЗ | Очки |
| ---- | -------------------- | -------- | ---------- | ---------- | ---------- | ------- | -------- | ---------- | -------- | -------- | -------- | -------- | ---------- | -------- | -------- | -------- | -------- | -------- | ------- | ------- | ---------- | -------- | -------- | -------- | -- | ---- |
| 2005 | iSport International | САН 1 16 | САН 2 Сход | ИСП 1 Сход | ИСП 2 Сход | МОН 1 7 | ЕВР 1 17 | ЕВР 2 Сход | ФРА 1 17 | ФРА 2 16 | ВЕЛ 1 18 | ВЕЛ 2 14 | ГЕР 1 Сход | ГЕР 2 20 | ВЕН 1 14 | ВЕН 2 12 | ТУЦ 1 11 | ТУЦ 2 16 | ИТА 1 9 | ИТА 2 9 | БЕЛ 1 Сход | БЕЛ 2 22 | БАХ 1 17 | БАХ 2 16 | 22 | 2    |